# 朗格斯多夫
朗格斯多夫是奥地利克恩顿州德劳河畔施皮塔尔县的一个市镇。总面积84.27平方公里，总人口1754人，人口密度20.8人/平方公里（2005年）。